# リングガウ
リングガウ (ドイツ語: Ringgau) は、ドイツ連邦共和国ヘッセン州ヴェラ＝マイスナー郡に属す町村（以下、本項では便宜上「町」と記述する）である。

## 地理
リングガウはエシュヴェーゲの南約 11 km（直線距離）、マイスナーの森とテューリンゲンの森との間にあるリングガウ山中に位置する。

### 隣接する市町村
リングガウは、北はヴェーレタールとヴァイセンボルン（ともにヴェラ＝マイスナー郡）、東はテューリンゲン州のイフタ（ヴァルトブルク郡）、南はヘルレスハウゼン、西はゾントラ（ともにヴェラ＝マイスナー郡）と境を接している。

### 自治体の構成
リングガウの町は、ダッテローデ、グランデンボルン、リューダーバッハ、ネトラ（行政中心）、レンダ、リットマンスハウゼン、レールダの各地区からなる。

## 歴史
この地域は、13世紀までテューリンゲン領であったが、その後ヘッセン＝テューリンゲン継承戦争により、ヘッセンとテューリンゲンとの間で何度も変遷した。最終的には1463年にヘッセン領となった。すぐ近隣に位置するボイネブルクがローマ皇帝・ローマ王の帝国城砦として勢力を拡大し、その結果多くの騎士や騎兵がこの地に移ってきた。ネトラ川の谷を通り、ライプツィヒからフランクフルト・アム・マインに至る重要な交通路が通っており、「ランゲ・ヘッセン」として知られていた。

### 町村合併
1971年12月31日に、ネトラ、グランデンボルン、リューダーバッハ、レンダ、リットマンスハウゼンが合併して自治体リングガウが成立した。ダッテローデとレールダは1972年に合併してネトラタールという町を形成していたが、1974年の初めにリングガウに編入された。

## 行政

### 議会
リングガウの町議会は、23議席からなる。

### 首長
- 1974年 - 1995年: ヘルベルト・グリューネベルク
- 1995年 - 2006年: ヘルムート・ヤーコプ
- 2006年 - 2019年: クラウス・フィスマン
- 2019年 - : マリオ・ハルトマン

### 紋章
リングガウの紋章は、銀の斜め波帯で二分割されている。上部は赤地に、金色でドングリと2枚の葉をつけたオークの枝が描かれている。下部は青地に3本の金の穂を着けた茎が描かれている。
この町の紋章は1977年5月17日にヘッセン州内務省によって承認された。

## 文化と見所

### 博物館
- ダッテローデ郷土協会 e.V. のボイネブルクおよび郷土資料室

### 建造物
- ネトラ地区の城館
- ボイネブルク城趾（正確にはゾントラ市内）

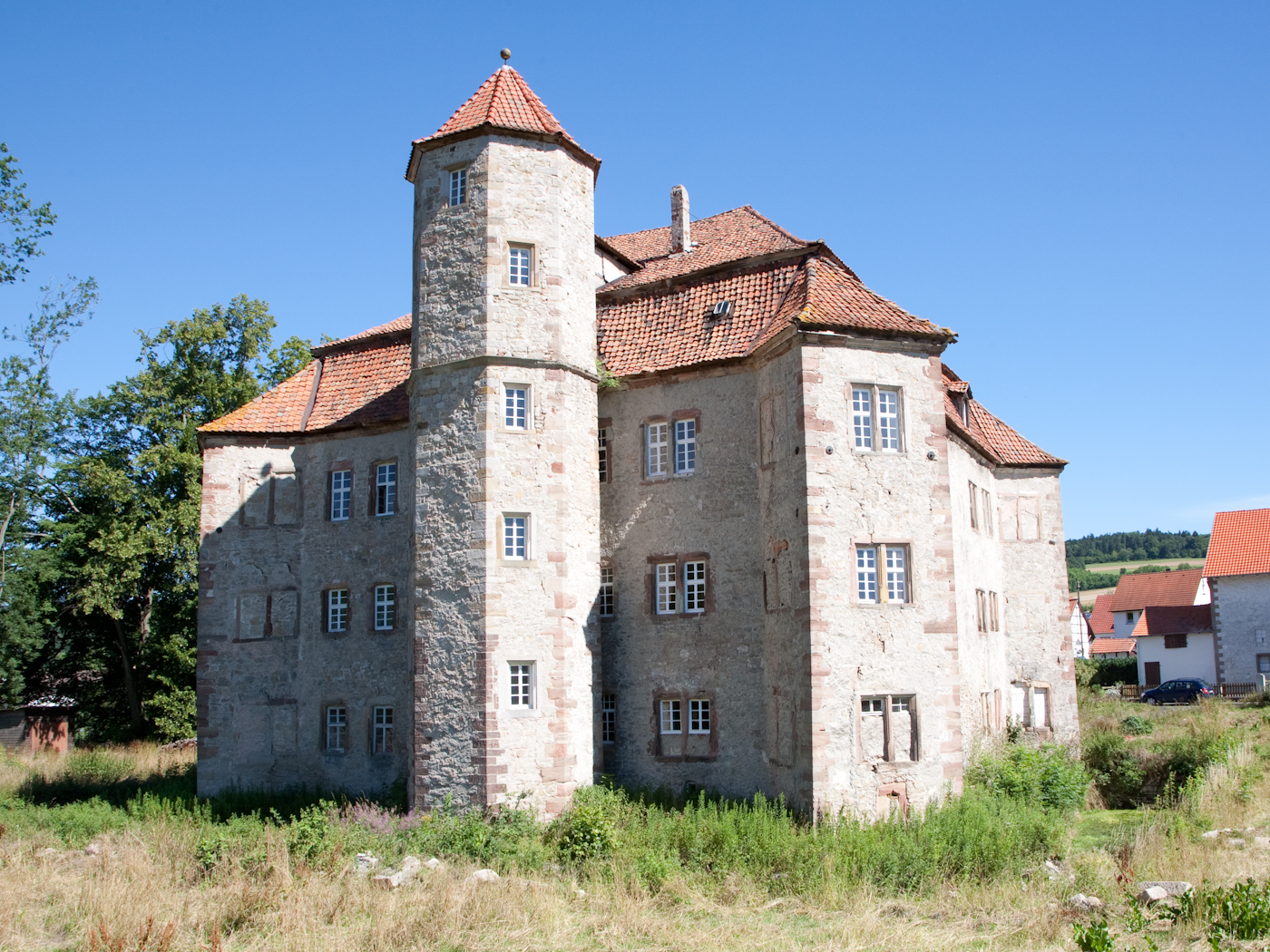
ネトラの城館

- ダッテローデの高台にある展望塔、ベルリン塔
- アハト・ミューレン・ブルンネンと8つの水車（レールダ地区）
- リューダーバッハ近郊の旧ポスト・インディア監視所の監視塔
- ハルムーツハウゼン近郊の廃教会（ダッテローデ）
- リューダーバッハ城館
- ダッテローデの記念顕彰碑
- レールダ城館

- ベルリン塔
- ダッテローデの記念顕彰碑

### 年中行事
キリスト昇天の祝日に、ボイネブルク城趾で、ダッテローデの司祭による神事やボイネブルク家によるパンの喜捨を伴う民衆祭が開催される。
ダッテローデでは、1992年以降聖霊降臨祭に SGダッテローデ/レールダによるハンドボールトーナメントが開催される。この大会には、広い地域から様々な年齢層の男女合わせて100チームが参加する。
その他、各地区ではツェルトキルメス（サークル主催の祭）が開催される。

## 経済と社会資本

### 交通
この町は、町内を通る連邦道 B7号線（カッセル - アイゼナハ）によって道路網と結ばれている。町内の各地区はいずれも北ヘッセン交通連盟のバス路線 240系統で、郡庁所在地エシュヴェーゲおよびヘルレスハウゼンと結ばれている。最寄りの鉄道駅はヘルレスハウゼンおよびエシュヴェーゲ市駅である。

## 引用
1. ↑  Hessisches Statistisches Landesamt: Bevölkerung in Hessen am 31.12.2023 (Landkreise, kreisfreie Städte und Gemeinden, Einwohnerzahlen auf Grundlage des Zensus 2011)]
2. ↑  2011年の町議会議員選挙結果
3. ↑  Hessischer Staatsanzeiger Nr. 23/1977 S. 1147 （ダッテローデ郷土協会のページ）